# Sussex spaniel
Spaniel de Sussex[Nota] (em inglês:  Sussex Spaniel) é uma raça de cães da Grã-Bretanha. Considerada raça rara, foi desenvolvida em 1800 na região de Sussex, na Inglaterra, através de cruzamentos entre spaniels e hounds para ser um canino de caça e também companhia. Apesar do tamanho e das patas curtas, foi bastante popular por seu bom faro e resistência até a Segunda Guerra Mundial que quase exterminou a raça, salva pelo criador Joy Freer. Entre os principais talentos destes cães segundo descrição o rastreio, a perseguição, a recuperação e o alarme. Fisicamente possui a pelagem farta, e pode chegar a pesar 20 kg e medir 40 cm.